# Ácido 2-hidroxi-3-oxobutanoico
Ácido 2-hidroxi-3-oxobutanoico, ácido acetilglicólico, ácido alfa-hidroxiacetoacético ou ácido 2-hidroxiacetoacético é o composto orgânico de fórmula C4H6O4, SMILES CC(=O)C(O)C(O)=O e massa molecular 118,087997. Apresenta-se como um mistura racêmica que é classificada com o número CAS 37520-05-1. É classificado ainda com o EINECS 237-541-9 e ChemSpider ID 14491053. Apresenta ponto de fusão 66-68 °C, ponto de ebulição 303,487 °C a 760 mmHg, ponto de fulgor 151,57 °C e entalpia de vaporização 63,069 kJ/mol.
Apresenta-se em duas formas enantioméricas, o ácido (2R)-2-hidroxi-3-oxobutanoico, classificado com o número CAS 335265-55-9, e o ácido (2S)-2-hidroxi-3-oxobutanoico, classificado com o número CAS 335265-54-8.
Sofre hidrólise alcalina.

## Obtenção
É produzido nas reações para a produção de ácido glicólico a partir do paraformaldeído ou trioxano, se o ácido acético está presente na mistura de reação:
HO-CH2-COOH + CH3COOH → CH3COOCH2COOH + H2O
É produzido na carbonilação de formaldeído a glicolato de metila sob ação de resinas de troca iônica catiônicas quando usando-se ácido acético como solvente.
Resulta da hidrólise em refluxo em banho de vapor à pressão reduzida do ácido glicólico com cloreto de acetila.
Pode ser obtido a partir de cetena obtida a partir de anidrido acético e ácido acético glacial em presença de acetona anidra.